# Newtrack
Newtrack Veículos ist ein brasilianischer Hersteller von Automobilen.

## Unternehmensgeschichte
Sílvio Camelo, der vorher bei Troller tätig war, gründete 1999 in Caucaia das Unternehmen Camelo Metalmecânica Ltda., später umbenannt in Newtrack Indústria e Comércio de Veículos Ltda. Er stellt Zubehör her. 2004 gründete er im gleichen Ort Newtrack Veículos zur Produktion von Automobilen. Der Markenname lautet Newtrack.

## Fahrzeuge
Im Angebot steht die Nachbildung des AC Cobra. Ein Fahrgestell aus viereckigen Rohren bildet die Basis. Radaufhängungen und Scheibenbremsen stammen vom Chevrolet Opala. Ein V8-Motor vom Ford Maverick mit 199 PS Leistung treibt die Fahrzeuge an. Die offene Karosserie besteht aus Fiberglas.
Eine zweite Quelle gibt 101,6 mm Bohrung, 76,2 mm Hub und 4950 cm³ Hubraum an. Damit ist eine Höchstgeschwindigkeit von 205 km/h möglich. Das Fahrzeug ist bei einem Radstand von 2430 mm 4100 mm lang, 1835 mm breit und 1220 mm hoch. Das Leergewicht ist mit 930 kg angegeben.